# Sitio de Rodas (305 a.C.)
El sitio de Rodas (305 a. C.-304 a. C.) fue uno de los más famosos asedios de la Antigüedad. Ocurrió cuando Demetrio, hijo de Antígono Monóftalmos, asedió Rodas en un intento de romper su alianza con Egipto.

## Trasfondo histórico
La isla de Rodas era una república mercantil, con una gran armada naval que controlaba la entrada al mar Egeo. Rodas mantenía tratados de neutralidad con otros imperios con el fin de proteger el comercio, si bien tenían una estrecha relación con Ptolomeo I Sóter, y Demetrio estaba preocupado por la posibilidad de que Rodas se aliase con ellos y aportase sus naves. Demetrio también valoraba la posibilidad de utilizar Rodas como base estratégica.
Además de una flota de 200 naves y 150 navíos auxiliares, Demetrio también añadió a su armada de asalto la ayuda de muchas naves piratas que se unieron a la empresa. Más de 1000 naves mercantes seguían a la flota anticipando el saqueo que seguiría al éxito de la empresa militar.

## El asedio
La ciudad y el puerto principal de la ciudad de Rodas estaban fuertemente fortificados, y Demetrio fue incapaz de evitar que las naves de suministro atravesasen el bloqueo. Por eso, la captura del puerto suponía su principal prioridad. A pesar de construir un puerto propio y tratar desde ahí de lanzar ataques contra el enemigo, Demetrio no logró bloquear la salida al mar de su enemigo. 
Al mismo tiempo, Demetrio arrasaba la isla usando como base un campamento construido cerca de la ciudad, a la suficiente distancia como para que no le alcanzase el fuego de proyectiles de los rodios. Poco después del comienzo del asedio se abrió una brecha en las murallas de la ciudad, y logró penetrar un grupo de tropas macedonias. Sin embargo, las tropas fueron rechazadas y Demetrio no continuó con el ataque, lo cual permitió a los rodios reparar la brecha.
Ambos bandos utilizaron diversos avances técnicos durante el asedio, como minas, contra minas, y diversas máquinas de asedio. Demetrio incluso llegó a construir la hoy famosa torre de asedio, conocida como Helepolis, con la intención de tomar la ciudad. La Helepolis fue construida por Epímaco de Atenas, y Dioclides de Abdera escribió una descripción fiel de ella. Otra descripción, la más completa, es la que facilita Diodoro Sículo:

Habiendo reunido cierta cantidad de materiales variados, hizo construir una máquina llamada Helépola, de un tamaño muy superior a las anteriores. En efecto, le dio a cada uno de los lados de la plataforma cuadrada una longitud de cerca de 50 codos (22,20 m), fabricando un conjunto de piezas de madera de sección cuadrada unidas con hierro. Compartimentó el espacio interior por medio de tabiques distantes unos de otros cerca de un codo (44,40 cm), de manera que pudieran caber aquellos que debían empujar la máquina hacia adelante. Toda esa masa era móvil, pues era soportada por ocho ruedas, sólidas y de grandes dimensiones; sus llantas de madera tenían un grueso de 2 codos y estaban rodeadas de sólidas placas de hierro. Para los movimientos laterales se habían dispuesto inversores, gracias a los cuales toda la máquina podía ser desplazada fácilmente en cualquier sentido. En los ángulos había mástiles de igual longitud, algo inferior a 100 codos, que habían recibido una inclinación tal que, en el edificio, que tenía nueve pisos de altura, el primero tenía una superficie de 43 escenas y el último de nueve. Tres de las caras de la máquina fueron cubiertas exteriormente con placas de hierro clavadas, para que las flechas incendiarias no le causaran ningún daño. Los pisos, por el lado del enemigo, tenían ventanas, cuyo tamaño y forma estaban adaptados a las características de los ingenios arrojadizos que se quería utilizar; las ventanas tenían postigos que se podían levantar por medio de una máquina y que garantizaban la protección de aquellos que, en los diferentes pisos, estaban encargados del servicio de las armas arrojadizas, pues estos postigos estaban revestidos con pieles y rellenos con lana, para amortiguar los golpes de los lanzadores de piedras (litóbalos). Cada piso tenía dos escaleras; una de ellas se utilizaba para subir los materiales necesarios, y la otra para descender, de modo que todo el servicio se realizara sin desorden. Aquellos que estaban encargados de mover la máquina habían sido elegidos entre todo el ejército a causa de su fuerza y eran un total de 3400; algunos de ellos estaban encerrados en el interior, otros dispuestos detrás y a los lados y todos empujaban hacia delante la máquina, cuyo movimiento se veía muy facilitado por procedimientos técnicos.

Sin embargo, y a pesar de todos los intentos de Demetrio, los ciudadanos de Rodas tuvieron éxito en la defensa de la ciudad, y tras un año de asedio Demetrio se retiró tras la firma de un tratado de paz (304 a. C.) que presentó como una victoria porque Rodas había acordado permanecer neutral en la guerra entre Demetrio y el Egipto ptolemaico. Es posible que la impopularidad del asedio fuese un factor que influyese en el abandono del mismo después de tan sólo un año.
Algunos años más tarde, los rodios recogieron la Helepolis, que había sido abandonada, y fundieron sus placas de metal. Esto, junto con el dinero obtenido con la venta de los restos de las máquinas de asedio y del equipamiento dejado atrás por Demetrio, fue utilizado para construir una estatua en honor al dios del sol, Helios. Esa estatua fue conocida como el Coloso de Rodas, y sirvió para conmemorar su heroica resistencia.